# يعقوب صنوع
يعقوب روفائيل صنوع (15 أبريل 1839 - 1912) معروف أيضا باسم جيمس سانووا، أحد رواد المسرح المصري والصحافة المصرية الساخرة، ومولير مصر كما أطلق عليه الخديوي إسماعيل.

## نشأته
ولد يعقوب صنّوع 15 إبريل سنة 1839 في القاهرة لوالدين مصريين مقيمين في مصر في حي الشعرية (حي شعبي)ديانتهم يهودية. وكان الابن الوحيد لأمه وأبيه بعد موت أربعة أطفال قبله، وكذلك أيضا لقب الأسرة نفسها لأن لفظة «صنوع» (צנוע) تعني رجل تقي وخاشع. كان والده مستشاراً للأمير يَكَن حفيد محمد علي باشا، ويروى أن يعقوب كتب قصيدة مدح في يكن الذي أعجب بها ولم يصدق أن فتى في الثالثة عشر من عمره هو الذي كتبها، فأبتعثه الأمير يكن لدراسة الفنون والأدب في إيطاليا على نفقته سنة 1853، ثم عاد يعقوب سنة 1855 ليعمل مدرسا لأبناء الخديوي يُدرِّس لهم اللغات والعلوم الأوروبية والتصوير والموسيقا.
يروى أنه مات لوالديه أربعة أطفال بعد فترة قصيرة من ولادتهم، لذا فعندما حملت به أمه ذهبت إلى شيخ مسجد الشعراني ليدعو لها أن يحفظ جنينها فبشرها بأن الله سيحفظه وأنه سيكون ولدا وأنها إن أرادت أن يعيش أن تهبه لخدمة الإسلام والمسلمين، وأن ذلك دفع والديه لتعليمه القرآن بالإضافة إلى التوراة والأنجيل، كما كان يجيد ثلاثة عشرة لغة. [بحاجة لمصدر]

## التحصيل العلمي
لقد أتقن منذ نعومة أظافره تعاليم التوراة وتوسع في وقائعها حتى أستحق أن يكون لاويا أي مؤمنا بوجود الله، ثم درس الإنجيل والقرآن، وزاده ذلك تمسكا وإيمانا بوحدانية الله سبحانه وتعالى، ومعرفة بأسرار الديانات ووقائعها ساعده على النجاح في كتابة صحفه ومقالاته. كان لديه مقدرة فائقة على تعلم اللغات وقول الشعر حيث كتب قصيدة طويلة في مدح الأمير أحمد يكن في سن الثالثة عشرة وقد أسعد هذا الأمر الأمير وأرسله ليتلقى العلم على نفقة الأمير في أوروبا. وقضى صنوع في مدينة ليفورنو بإيطاليا ثلاث سنوات تلقى خلالها العلوم الفنية كتاريخ الفنون الجميلة، والموسيقى والرسم، ومن المرجح أن يكون قد شاهد بعض المسرحيات، هذا بالإضافة إلى تعلمه بعض اللغات الأجنبية الأخرى، وعند عودته من رحلته العلمي فجعه القدر في أعز ما لديه، ففقد والده، وكذلك الأمير الذي أحسن إليه، فتآسف عليهما كثيرا وبكاهما بكاء مرا.

## بدايته
عين في عام 1868 مدرسا في مدرسة الفنون والصناعات في القاهرة، وعضوا في لجنة امتحان المدارس الأميرية. كان بارعا في عدة لغات أهمها العربية والعبرانية والإيطالية والفرنسية والإنجليزية والألمانية، مع إلمام بالإسبانية واليونانية والروسية والبرتغالية وغيرها. وساعده تعلمه لتلك اللغات على تعريف العالم الأجنبي بآداب اللغة العربية والدراسات الإسلامية، فترجم قصائد من لغة الضاد أي العربية إلى اللغات الإيطالية والفرنسية والإنجليزية، هذا بالإضافة إلى نشر دراسات عميقة من الآداب الإسلامية وبعض المقالات في الجرائد الإنجليزية، وفي بعض المجلات الفرنسية الكبرى، وبينما كان يطرى الحضارة الأوروبية في جرائد الشرق كان يكشف في الصحف الأوروبية عن جمال الشعر العربي وعمقه. ولقد أعجب الغربيون بفصاحة لسانه، وقوة حجته، وبراعته في نظم الشعر بلغاتهم مما أدى إلى زيادة روابط المودة والصداقة مع أكبر علماء زمانه في مصر وسوريا والغرب الأقصى والهند، فضلا عما أحرزه من إعجاب لدى عظماء الفرنسيين لابتكاره طريقة النثر المسجوع في اللغة الفرنسية كما هو شائع في اللغة العربية {نجد أيضا صحفا فرنسية أخرى قامت بمدحه ومنها: «الفيجارو»، و«لوجولوا»، و «هنري الرابع»، «و ابللستر اسيون»، و«لاجازيت دوبوربدو»}. وألف من هذا النوع مقالات شتى وخطبا عدة وله مؤلفات كثيرة غير ذلك. ولم يكتف أبو نظارة بذلك بل ألف ثلاث تمثيليات باللغة الإيطالية عن العادات المصرية لقيت نجاحا كبيرا على المسارح الإيطالية بالشرق. وحتى صحافة إنجلترا عدوته وعدوة بلاده اللدود التي أبدت إعجابها على بعض الصور الكاريكاتورية التي رسمها صنوع معلقا عليها ومن هذه الصحف (Daily news/The truth) «الديلى نيوز» و«ذى تروث»
وفي عام 1869 فكر يعقوب في تأسيس مسرح مصري تعرض على خشبته مسرحيات عربية متأثرا بما رآه في إيطاليا. وسمح له التنقل بين جميع فئات المجتمع من حرفيها وعمالها وجاليتها الأجنبية والطبقة الارستقراطية التعرف على كافة أفراد الشعب المصري آنذاك واستفاد من ذلك في رسم شخصياته المسرحية الكوميدية.
ألف يعقوب صنوع مسرحيات قصيرة ممزوجة بأشعار وقام بتلحينها وعرضها في قصر الخديوي إسماعيل وأمام حاشيته من الباشوات فأعجبوا بها، قرر يعقوب أن ينشئ فرقة مسرحية من تلاميذه وكان هو يلعب دور المدير والمؤلف والملحن والملقن، وعرض مسرحيته على منصة مقهى موسيقي كبير بحديقة الأزبكية بالقاهرة وكانت توجد في ذلك الوقت فرق تمثيل إيطالية وفرنسية تعرض أعمالها للجاليات الأوروبية في القاهرة، ونجحت مسرحيته نجاحا كبيرا.
أنشأ بعدها يعقوب فرقته الخاصة لتقديم مسرحياته وفي فرقته ظهرت النساء لأول مرة على خشبة المسرح. ويرجع لقب موليير مصر إلى الخديوي إسماعيل الذي أطلق عليه ذلك الاسم وطلب منه ان يعرض مسرحياته على مسرحه الخاص في قصر النيل، عرض يعقوب ثلاث مسرحيات هي (آنسة على الموضة) و (غندورة مصر) و (الضرتان) وكانت مسرحيات كوميدية أعجب بهم الخديوي وسمح له بإنشاء مسرح قومى لعرض مسرحياته على عامة الشعب، وقد عرض على هذا المسرح أكثر من 200 عرض ل 32 مسرحية ألفها، إلى أن قدم مسرحية (الوطن والحرية) فغضب عليه الخديوي لأنه سخر فيها من فساد القصر ثم أغلق مسرحه ونفاه إلى فرنسا فاستقر في باريس إلى آخر حياته.
أنشأ عددا من الصحف نذكر منها أبو نضارة التي اضطر إلى إعادة إصدارها باسم «أبو نظارة زرقاء»، ثم صحيفة الوطن المصري وأبو صفارة التي أيضا اضطر إلى تغيير اسمها إلى أبو زمارة، وصحيفة الثرثارة المصرية.
بسبب معارضته للسياسة المصرية في ذلك الوقت غضب عليه الخديو فأغلق مسرحه وأبعده إلى باريس. والتقى يعقوب أديب إسحاق في باريس وجمال الدين الأفغاني ومحمد عبده وإبراهيم المويلحي وخليل غانم ثم مصطفى كامل وغيرهم. ثم واصل دعايته للقضية الوطنية بعد الاحتلال البريطاني لمصر، فأصدر العديد من الصحف بالعربية والفرنسية وأخذ يتنقل في أوروبا للدفاع عن مصر واشترك في الحملات التي شنت على الخديوي إسماعيل والاحتلال البريطاني، وراسل أحمد عرابي في منفاه في جزيرة سيلان.

### حياته في باريس
كان شاعرا ماهرا في ارتجال الشعر الفرنسي وروايته مُثقفا واسع الإطلاع عالما بشئون السياسة والفكر، وزاد عدد تلاميذه بباريس وقام بتدريس علوم الحساب والفلك والرسم، بالإضافة إلى اللغة العربية وأضاف إليها اللغة الفرنسية. استغل صنوع مواهبه وأسلوبه ومعرفته لأهم ما يدور في القاهرة في السعي وراء الدعاية لبلاده والجري وراء مصالحها عن طريق وسائل الإعلام الأخرى كالخطابة والمحاضرات والندوات وقرض الشعر، حتى هز الرأي العام العالمي والأوروبي وكسبه إلى مناصرة الأزمة المصرية.

## أعماله الاجتماعية
رغم أن صنوع كان ميالا للمسرح والتمثيل بطبعه، إلا أنه لم يجد بدا بعد إغلاق مسرحه الذي لم يستمر سوى عامين من أن يخلق متنفسا آخر لآرائه فأسس جمعيتين أدبيتين علميتين في سنة 1872 :
الأولى: تم تسميتها «محفل التقدم» والثانية:«محفل محبى العلم» وتولى رياستهما.
كان يقوم بإلقاء المحاضرات عن تقدم العلوم والآداب في الغرب بالإضافة إلى خطبه الثائرة التي كان يحملها بعض آرائه في السياسة والحكم وكان يشترك معه في إلقاء الخطب والمحاضرات بعض زملائه وأصدقائه من الأعضاء البارزين في الجمعيتين. وزاد رواد الجمعية من المسلمين والنصارى واليهود، وأدى ذلك إلى تخفيف حدة العصبية الدينية، وإلى تكذيب الآراء التي كانت سائدة في الغرب عن التعصب الديني في مصر. ولم يهنأ صنوع طويلا بهاتين الجمعيتين إذ سرعان ما نجح الساسة الإنجليز في السعي لدى الخديوي بالدسيسة والوقيعة في إيهامه بأن "صنوع" اتخذ من الجمعية وكرا ومركزا للثورة على الخديوي وحكمه، فلم يجد الخديوي أسهل عليه من منع العلماء ورجال الجيش وطلبة الأزهر من "ارتياد هاتين الجمعيتين، فأغلقت الجمعيتان أبوابهما. وهكذا نجح إسماعيل في كبت وخنق المتنفس الثاني الذي التجأ إليه صنوع بعد إغلاق المسرح الذي كان يتمنى صنوع أن يقفز به عاجلا منه منبرا للحرية، ومرآة صادقة لأنين شعب ولسطوة حاكم. ولم يجد متنفسا له بعد ذلك إلا باشتراكه مع بعض أعضاء الحزب الوطني وأفراد الشعب المتعلمين في ترجمة وطبع بعض البرقيات التي تأتي من أوروبا وكذلك بعض المقالات وتوزيعها بعد ذلك على أكبر مدى مستطاع لإظهار ما خفي من سياسة الخديوي ولم يكتف صنوع بذلك، بل كان يخطب في المجتمعات والندوات بالإضافة إلى كتابة بعض المقالات كلما كانت تحين له الفرصة، مما أدى إلى غضب الخديوي، وجهره بالتصريح برغبته في القضاء على هذا المُتمرد الثائر.

## الصحافة

### بدايته الصحفية
سافر صنوع في سنة 1874 إلى أوروبا حيث بقى مدة يدرس فيها أحوالها السياسية وأخلاق شعوبها. وبعد قضاء مهمته عاد إلى مصر شغوفا بتقدم الأوربيين، وملتهبا بنار الغيرة لبث روح الحضارة المصرية العريقة بين الشعب المصري الذي نسى حضارته.واستغل صنوع قلمه السليط..... ولسانه اللاذع في رواية أسرار الخديوي وفضائحه التي تدينه. ولما أغلقت جميع الصحف أبوابها في وجه صنوع ومقالاته بأمر الخديو لذلك فلجأ إلى إنشاء صحيفة على نفقته مع السيد جمال الدين الأفغانى الفيلسوف المشهور، والشيخ محمد عبده مفتي الديار المصرية سابقا، فاتفق ثلاثتهم على إنشاء جريدة عربية هزلية لانتقاد أعمال الخديوي إسماعيل ثم استقر رأيهم على أن يتولى صنوع إدارتها. وصدر العدد الأول في 21 ربيع أول سنة 1295 هـ (سنة 1877) وتعد بذلك أولى الصحف الهزلية عند الناطقين بالعربية.
وكان أول من استعمل القلم الدارج واللهجة العامية المصرية أو التركية والصورة الهزلية السياسية بين المصريين، واستمرت الجريدة في صدورها بطريقة لم يعهدها المصريون من قبل ولاقت إقبالا منقطع النظيرونزل صنوع إلى ميدان السياسة جاهرا بعد عدة أعداد من هذه الجريدة التي لم يصدر منها إلا خمسة عشر عددا، واستطاع الخديوي أن يخمد أنفاسها عندما شعر أن نقد صنوع للحياة السياسية قد بلغ مرحلة الخطورة. وقد غادر صنوع القاهرة في 22 من يونيه سنة 1878 متجها إلى باريس تاركا ذكرياته الحبيبة والحزينة متخليا عن كل ما يربطه فيها قهرا عنه.

### صحف صنوّع
شرع في إصدار صحفه مكملا ما بدأه بالقاهرة قبل نفيه ونجح في توصيل جريدته إلى أبناء وطنه بالقاهرة وها هو عرضا موجزا لصحافته بباريس:
1-	«رحلة أبى نضارة زرقا»:
صدر العدد الأول منها في 7 أغسطس 1879 وكان على رأس هذا العنوان "رحلة أبى نضارة زرقا (الأولى) من مصر القاهرة إلى باريس الفاخرة، تعلم جيمس سنوا رأى يعقوب صنوع، محرر جريدة "أبى نضارة زرقة البهية والدة النظارات المصرية"، وكانت الصحيفة تصدر في معظم أعدادها في أربع صفحات مليئة بالمحاورات الساخرة والمهاجمة لسياسة الخديوي وحكومته، أو المصورة للحياة الأجتماعية والظلم الاجتماعى الذي يعيش فيه الأفراد، وكان يكتب مقالاته دائما أما باللغة العربية التي يفهمها عامة الناس، أو بالزجل الجميل. وكان ينتقد حياة التواكل والدعة التي يعيشها المصريون، واشترك معه في تحرير الجريدة بعض المحررين من القاهرة.
2-	«النظارات المصرية»:
صدر العدد الأول منها في 16 سبتمبر 1879 ورسم في صدرها عوينات كتب في أسفلها «جريدة تاريخية علمية تحرير مصر وإسكندرية'». وتتميز بعض أعداد هذه الصحيفة بالأسلوب الملئ بالخيال والوصف البالغ فيه، وكانت الصحيفة أيضا مليئة بالمحاورات التمثيلية التي استعاض بها عن غلق مسرحه، والتي اتخذ منها وسيلة للاستمرار في تبنيه الناس وتذكيرهم بالاسلوب التمثيلى. وكانت معظم أعداد الصحيفة بها صور كاريكاتورية تصور السياسة وتنتقدها بطريقة فكهة لاذعة.
3-	«أبو صفارة»:
صدرت في يونيو سنة 1880 وصدر منها ثلاثة أعداد وكتب في صدرها «جريدة هزلية أسبوعية لانبساط الشبان المصرية بحفظهم رب البرية من المظالم الفرعونية منشئها محب الاستقلال والحرية».وكانت متضمنة أخبارا عن أحوال مصر الداخلية، هذه الأخبار التي صدرت تحت باب «مراسلات الجهات» الجديد في مجلة صنوع.
4-	«الحاوى»:
صدر العدد الأول منها في 5 فبراير سنة 1881 وقد صدر منها أربعة أعداد جاء في صدر العدد الأول منها هذا الشعار «الحاوى الكاوى اللى يطلع من البحر الداوى عجايب النكت للكسلان والغاوى ويرمى الغشاش في الجب الهاوى». وقد امتلأت صفحات الصحيفة بالصور الكاريكاتورية السياسية والأجتماعية.
5-	«أبو نضارة»:
صدر منها خمسة عشر عددا كان شعارها «لسان حال الأمة المصرية الحرة»، وقد امتازت هذه الصحيفة بوجود الصور الكاريكاتورية الجميلة البالغة الإتقان، كما تمتاز مقالات الصحيفة بالعودة إلى الأسلوب العربى الأدبى. وكان الهدف من هذه المقلات هو تنبيه المصريين إلى حقوقهم وتحذيرهم من التهاون في هذه الحقوق والتمسك بالاستقلال. وبدأت الجريدة من عددها الثامن حتى العدد السادس عشر في ترجمة ما تنشره باللغة العربية إلى اللغة الفرنسية بخط جميل وواضح، وذلك لتظهر للرأى العام الفرنسى كيف يتدخل الإنجليز والأجانب لنصرة الخديوي على الشعب المناضل المسكين.
6-	«الوطني المصري»:
صدر العدد الأول منها في 29 سبتمبر سنة 1883 أي بعد مضى سنة من الاحتلال الإنجليزي لمصر، ولم يصدر منها سوى عددين، وكانت تصدر في ست صفحات بخلاف صحف صنوع الأخرى التي كانت تصدر في أربع صفحات فقط، وتحدث عن صحفه الأخرى باللغة الإنجليزية التي احتلت فيها جزءا كبيرا وكانت ترجمة لبعض مقالاته المنشورة في الصحف باللغة العربية وصدرت هذه الجريدة المؤقتة في آلة قت الذي اختفت فيه جريدته «أبو نضارة زرقا».
7-	«التودد»:
من صحف صنوع الجادة، وكانت في حجم أكبر قليلا من صحفه، أي في حجم الكتب العادية، وصدرت في مارس سنة 1902، وكانت سجلا لنشاط دول الغرب والشضرق ورواية لتاريخ الزعماء والأمراء والملوك في الدول المختلفة، دون العناية بأخبار مصر إلا أخبار التاريخ والآثار القديمة. ولقد سميت الصحيفة «التودد» إشارة إلى تودد انجلترا إلى مصر «وسميناها بالتودد أملا بأن تكون واسطة الألفة والوداد بين الأمم». وكان ما يهاجم إنجلترا للفظائع التي ترتكبها في حربهم مع البوير... وغيرهم من المستعمرات التي تطالب باستقلالها.
8-	«المنصف»:
صدر العدد الأول منها في 15 فبراير سنة 1899 وكان في صدر العدد «جريدة سياسية أدبية تجارية مديرها ومحررها الشيخ جيمس سافوا أبو نضارة المصرى بباريس» وقد استمر صدور الصحيفة لمدة عامين وكانت حملتها شديدة جدا على الإنجليز وسياستهم في وادى النيل وكذلك في حرب البوير، فكانت الصحيفة توسع الأعداد الكثيرة الصادرة سنة 1900 للهجوم على سياسة الإنجليز والشماتة من أفعالهم، وكان دائما يربط بين كفاح البوير وكفاحنا، وكذلك الأمر في معظم المستعمرات التي احتلتها انجلترا في هذا الحين، وكان يصف كفاح هذه الشعوب لنيل استقلالها ويشجعها ويؤازرها في ثورتها وكفاحها من أجل الاستقلال، ذاكرا اشقاءه في وادى النيل بما يجب عليهم، للثورة على الإنجليز، والكفاح من أجل طردهم.
وكانت الجريدة لا تترك فرصة لتخبرنا فيها عما وصلت إليها تركيا من الناحية التعليمية والثقافية، وكذلك الأخبار في فرنسا وغيرها..
9-	«العالم الإسلامى»:
تتميز بلغتها الفرنسية، وصورها الواضحة الدقيقة، وكانت تهتم بأخبار العالم العربي والمسلمين ويظهر ذلك الرسم الذي اتخذه «صنوع» شارة للصحيفة وهو رسم القباب، والمآذن والأشخاص المرتدين للملابس العربية. ولم تختلف هذه المجلة عن زميلاتها من صحف «صنوع» اختلافا كبيرا ولم تعمر هذه الصحيفة كثيرا، بل سرعان ما أفسحت المجال إلى شقيقتها الكبرى «أبو نضارة» التي استمرت تواصل كفاحها إلى سنة 1910.
في 31 كانون الأول سنة 1910 أصدر العدد الأخير من جريدة أبى نضارة بعد انتشارها أربعا وثلاثين سنة مدافعا فيها عن حقوق مواطنيه مطالبا بتحقيق رغباتهم ولم يمنعه من مواصلة اصدارها إلا ثقل المرض وضعف ابصاره. ووفاته المنية بباريس في 30 سبتمبر سنة 1912 .

### الريبورتجات المسرحية
لقد كانت الريبورتاجات التمثيلية من العناصر الهامة التي كانت تشغل جميع الصحف التي أصدرها صنوع، وكان يعتمد في ريبورتاجاته هذه على حل جميع المشاكل التي تشغل مواطنيه، والقيام بمعالجتها بطريقة تمثيلية حوارية جميلة تشجع القارئ وتجذبه لذلك قام باختيار هذا الشكل الفنى قالبا يصب فيه مادته الكتابية السياسية. وكان يقوم صنوع باختيار أسماء مستعارة في غالب الأحيان يغطى بها مهاجمته اللاذعة للشخصيات الحقيقية، فكان يسمى إسماعيل شيخ الحارة، وتوفيق توقيف أو الواد الأهبل، ورياض أبو ريض، والفلاح أبو الطلب، ومجلس الوزراء جمعية الطراطير. وكان يعلن رأيه بصراحة في المشاكل الاجتماعية والسياسية تحت هذه الأسماء المستعارة.فقد استعاض صنوع عن غلق مسرحه بكتابة هذه المحاورات التمثيلية، وقد انقسمت هذه الريبورتاجات لنوعين:
الأول: المحاورات
الثاني: اللعبات

#### المحاورات
كانت تشبه المقال الصحفى من ناحية المضمون، فكانت عبارة عن تعليق على حادثة أو واقعة حدثت بالفعل، أو تصوير للحياة الاجتماعية والسياسية، ومدى الظلم والعبث بحياة الأفراد والجماعات في عهد إسماعيل، وكان يختار النهج الحوارى العامى، واللهجة الشعبية الدارجة ليستطيع أن ينفذ إلى أعماق قرائه.

#### اللعبة التياترية
أطلق عليها «صنوع» هذا الاسم مترجما كلمة play الإنجليزية إلى لعبة. ولقد كان هذا النوع أكثر اتقانا وأبرع كتابة من المحاورات فقد كان ينطبق عليه صفات المسرحية القصيرة من حيث وجود الفكرة أو المقدمة المنطقية وعرض الشخصيات والتقديم لها ثم المواقف الدرامية التي تتأزم حتى تصل إلى مرحلة الصراع، الذي يتأزم ويشتد بدوره حتى يصل إلى القمة أو الذروة، ثم يفضى بعد ذلك إلى الحل النهائى سعيدا كان أو مؤلما. وكانت معظم لعباته التمثيلية تنتهى بنهاية ثورية وكان يكتب أيضا تحت ستار شخصياته الرمزية المبتدعة .
ومن هذه اللعبات:
1-	الواد المرق وأبو شادوف الحدق (وهي لعبة تياترية صعيدية بقلم مدير النظارات المصرية)
2-	شيخ الحارة (هي لعبة تياترية حدثت في أيام الفراعنة)
3-	جرسة إسماعيل (اللعب في مسكن إسماعيل بجراند أوتيل بباريس)

## المسرح

### بداية المسرح الوطني
لقد كان لنجاح صنوع في تمثيلياته الإيطالية الثلاث أثر كبيرعلى عقده العزم على تأسيس مسرح مصري، وكذلك لما لمسه في إيطاليا أثناء دراسته الفنية بها من نجاح المسرح، وقوة تأثيره وعظمة رسالته التوجيهية الكبيرة في قيادة الجماهير وتوجيهها الوجهة السلمية، بجانب رسالته الترفيهية الأخرى ورسالته النقدية.و كان هدفه في تأسيس المسرح المصري في سنة 1869 هو إيقاظ الشعب من سباته وليعالج شئونه ومشاكله وليلقى من فوقه بتوجيهاته للشعب بلغة تلائم مستواه الثقافى وينقد سياسة إسماعيل ووزارته. فوجد صنوع نفسه في حقل غفل جديد يستلزم ممثلين ومؤلفين ومخرجين، لذلك جعل من نفسه المؤلف... والمخرج..بل والملقن إذا اضطره الأمر وكان يشرف على البروفات بنفسه ويقدم للممثلين الإرشادات والنصائح، وكذلك كان لابد عليه من الدراسة والاطلاع على الإنتاج المسرحى العالمي قبل أن يبدأ في الكتابة أو تكوين مسرحه لأنه كان يؤمن تمام الإيمان بالثقافة والاطلاع. وبعد رحلة بحث طويلة وجد مقهى بحديقة الأزبكية قبلت أن تقدم صنوع وفرقته الحديثة وكان ذلك في سنة 1870 .كانت باكورة أعماله المسرحية هي افتتاح مسرحه بأوبريت «راستو وشيخ البلد والقواص»، وراعى المؤلف كتابتها باللغة الدارجة الشعبية، وضمنها بعض الأغنيات الشعبية المنتشرة والمتداولة بين الناس في ذلك الحين .
وكانت فرقته في البداية تتكون من نحو عشرة فتيان أذكياء انتخبهم من بين تلاميذه وارتدى أحدهم الملابس النسائية ليقوم بدور العاشقة. ولكن بعد ذلك انضم إلى فرقته فتاتين فقيرتين جميلتين وشاركتا في مسرحياته وما كدت تنقضى بضعة أشهر حتى أصبحتا كوكبى المسرح الناشئ الذي قدم عليه، أثناء سنتين، اثنين وثلاثين رواية من تأليف صنوع، تترواح بين المشهد الواحد، والتراجيديا، هذا عن الروايات المترجمة عن الفرنسية التي كان يقدمها له زملائه .
وقد قام صنوع هو وفرقته بتمثيل مسرحيتين أمام الخديوي وحاشيته وقد أطلق عليه الخديوي موليير مصر وربما يعود هذا اللقب نظرا لما كان يقدمه مسرحه من ملاه وهزليات كانت تشبه إلى حد كبير الملاهى والهزليات التي كان يقدمها «موليير» عاهل المسرح الفرنسي الأول.

### أثر مسرحه في صقل الذوق الفنى للجمهور
لقد نشأ مسرح «صنوع» في فترة كان لا يزال فيها الجمهور غافلا عن الفن المسرحى وتقاليده وآدابه، ولم يكن يدرى بالفن المسرحى إلا القلة من الأمراء والباشوات، وهذه الفئة لم يكن صنوع يعنيها عندما كان يكتب روايات مسرحه بل كان يكتب للسواد الأعظم من الشعب، وللطبقة الوسطى والدنيا... ولقد عانى صنوع في أول الأمر من جهل جمهوره من هذه الطبقة بالفن المسرحى مما جعله يلقى قبل العرض المسرحى خطابا، يشرح للجمهور فيه فكرة المسرحية ومغزاها الاجتماعى أو الأخلاقى مثلا.

### موضوعات مسرحياته
لقد كان صنوع أشبه بالمغناطيس الحساس، سرعان ما يلتقط المشكلات والأحداث، حال وقوعها، ويتناولها بالمعالجة والتحليل في مسرحياته، على نحو ما نجد مثلا في :
- مسرحية «البنت العصرية»: حيث تناول مشكلة انسياق بعض الاسر وراء تقليد الغرب في التبرج وانغماس الفتيات والنساء في حياة اللهو والسهرات مبينا ضرر هذا الانقياد الأعمى للتقاليد الغربية وما يتبع ذلك من تفكك، وانتشار الانحلال والتصدع بين أفرادها.
- مسرحية «الضرتين»: حيث تناول مشكلة تعدد الزوجات وأوضح بصراحة ما يترتب على ذلك من تفكك في الأسرة وتعاسة في المعيشة. وسخر أيضا من الباشوات والأمراء الذين يقتنون عددا كبيرا من النساء في قصورهم كما يقتنون الخيول والأثاث سواء بسواء.
- مسرحية «البورصة»: فقد عالج مشكلة الصعود والهبوط المفاجئ في الأوراق المالية وتأثير ذلك على مصالح الأسر وحياتها.
- مسرحية «العليل»: كانت دعاية لمشروع افتتاح الحمامات الكبريتية ونصح للمرضى والمشوهين الذهاب إلى هذه الحمامات التي تشفى مياهها جميع الأمراض المستعصية.

وإذا تتبعنا إنتاج صنوع بعد إغلاق مسرحه ونفيه إلى باريس سنجده يكتب لعبات تياترية ومحاورات تمثيلية تعالج أيضا مشكلات الساعة السياسية والاجتماعية وكذلك تنتقد التقاليد وما يحدث في المجتمع من نفاق وزيف.

### وشاية الحاسدين وغلق المسرح
لقد كان للنجاح الذي أحرزه مسرح صنوع بالغ الأثر في دفع بعض أعداء المسرح المصري عامة، وصنوع خاصة وكان على رأسهم «درانيت باشا» مدير مسرح الكوميدى الفرنسي إلى السعى لدى الخديوى إسماعيل والإيعاز إليه بفشل المسرحيات التي يقدمها مسرح صنوع وذلك طمعا في غلق المسرح المصري الوليد الذي كاد أن يكون منافسا خطيرا للفرق الأجنبية .

### الفن المسرحي عند صنوّع
إلى جانب هاتين المشكلتين الرئيستين اللتين أثارهما صنوع في مسرحيته الأخيرة وهما : رأيه في الكوميديا وموضوعاتها.. وكذلك رأيه في نوع الحوار.. نستطيع أن نلاحظ بعض الظواهر الثابتة في معالجته لمسرحياته وأهمها.
- الشخصيات الثابتة.
- النهايات السارة.
- الحل السريع.
- الشخصيات الفردية التي تحكى الأحداث قبل ظهور الشخصيات.
- الأغاني تختم الفصول.

الشخصيات الفردية :
لقد نهج صنوع في تأليف مسرحياته، على إظهار شخصية فردية في بداية فصول المسرحية لسرد بعض أحداث المسرحية ولربط وقائع الأحداث.. أو لتكشف ما يحدث للشخصيات عندما تقترب أو تبتعد عن المسرح. فمثلا في مسرحية «الضرتين» بدأ الفصل الأول «بصابحة» زوجة أحمد بمفردها تحدث نفسها.. وهي ثائرة على زوجها الذي قرر بعد خمسة عشر عاما من زواجهما.. أن يتزوج من امرأة أخرى.. وتذكر لنا أنها لم تدخر وسعا لاسعاده.. ثم تستعرض لنا صفاتها ومزاياها لتثبيت لنا جدارتها.
الشخصيات الثابتة :
كان يغلب على بعض مسرحيات صنوع وجود بعض الشخصيات التي تقوم بادوار ثابتة مثل شخصية «الخادم البربرى» التي كانت متكررة في معظم مسرحياته.. بل لقد أفراد لها مسرحية بأكملها هي مسرحية «أبو ريده البربرى» ويظهر من خلالها شخصية الخادم النوبي المخلص المتفانى في الخدمة الذي يتكلم اللهجة النوبية الأصلية.
النهايات السارة :
لقد كان لحياة الشعب المصري.. وما يعانيه من قسوة في الحياة.. ومرارة العيش.. في تلك الفترة من حياة المسرح المصري.. بالغ الأثر في تحديد النهايات التي يختارها صنوع لمسرحياته.. فلقد حتمت حياتهم القاسية وأعبائهم المثقلة بالهموم والآلام من بطش الحكام، إلى الالحاج في طلب المزيد من المسرحيات الفكاهية.. أو الاجتماعية.. ذات النهايات السعيدة.. للتنفيس عن آلامهم وأحزانهم المكبوتة. ولقد كانت الفكرة التي عالجها صنوع في إحدى مسرحياته الأولى وهي.. «البنت العصرية».. تقتضى منه أن تكون نهاية الفتاة التي تتبع التقاليد الغربية من مصاحبة الشبان.. ومغازلتهم.. حتى وجدت نفسها في آخر الأمر وقد انفض من حولها الجميع.. بعدم الزواج. وكان هذا هو الحل الناجح.. والنهاية الفنية للمسرحية.. لأن المؤلف أراد أن يوضح أن الفتاة المستهترة قد نالت عقابها. ولكن الجمهور الذي يميل إلى النهايات السعيدة.. لايرضى عن هذا الحل.. ويقابل المسرحية بالسخط.. ويطالب بتغيير نهاية المسرحية. وتزويج الفتاة من أحد الشبان بعد أن تعتذر عن خطئها. وأمام هذه الرغبة الجماهيرية وجد صنوع أنه لا مفر من ايجاد النهاية السعيدة لكل مسرحياته حتى يرضى ذوق جمهوره.
الحل السريع:
من الملاحظ على فن صنوع الدرامى.. أنه كانة يلجأ دائما في مسرحياته إلى تعقيد المشكلة.. وتأزيم عقدتها طوال مشاهدة المسرحية حتى تبلغ مرحلة كبيرة من التأزم والتفاقم.. وأخيرا يلجأ إلى الحل السريع في المشهد الأخير.. ففى اللحظة الأخيرة في المسرحية.. يتضح الخفاء، ويعقبه على الأثر الزواج كما في مسرحية «الصداقة»، «أبو ريدة البربرى»، «الأميرة الاسكندرانية»، «البورصة المصرية»، ثم هناك الخاتمة السريعة أيضا لمسرحية «الضرتين» حيث تعود الزوجة الأولى لزوجها.. بعد أن تشتد الأحداث وتجبر الزوج على طردها.
صنوع وموليير :
ويعد صنوع في هذه الناحية تلميذا «لموليير».. الذي يعمل على وضع شخصياته في سلسلة من المواقف يقتضيها الكشف عن نواحى طبيعة الشخصيات فاذا انتهت هذه العملية واستيقن «موليير» من استيفائه تحليل شخصياته.. سارع إلى حل العقدة على نحو مقتضب.. وهو يتقبل في معظم الأحيان ختام الكوميديات الإيطالية دون اكتراث.. ففى اللحظة الأخيرة في الكوميديات يتضح الخفاء، ويعقبه على الأثر الزواج كما هو الحال في مسرحية «مدرسة النساء»، «البخيل»، «مقالب سكابان». وكان صنوع يتبع أسلوب موليير أيضا في تنكر الشخصيات وكذلك كانت مسرحياته تصور مشاكل الممثلين.. ومشاكل الفرقة.. والبروفات.. بل ورأى صنوع في الكوميديا ولغتها.. ونوع المسرحيات التي يجب على المؤلف أن يتناولها بالشرح والمعالجة.. وغير ذلك من المشاكل والأفكار.. التي تناولها من قبله موليير في مسرحية «ارتجالية فرساي».
ونجد اتفاقا أيضا بين كلا من موليير وصنوع.. على موضوع الكوميديا.. فيذكر موليير أن مسرحياته مرآة صادقة صافية لحياة الناس وما يكون لهم من الأخلاق.. وما يصدر عنهم الأقوال والأعمال. ويرى صنوع أن الكوميديا تشتمل على ما يحصل ويتأتى بين الناس.
ولكننا نجد إلى جانب هذه الآراء في مسرحية صنوع بعض الآراء الأخرى التي لم يتعرض لها موليير مثل مطالبة الممثلين برواتب لهم أسوة بممثلى فرقة "الكوميدى الفرنسية".. وكذلك مشكلة الاعلانات اللازمة للمسرحية.. وهذا يدل على وجود بعض الخصائص الفريدة التي أملتها عليه ظروف مسرحه.. لأن مهاجمة الكاتب الايطالى له ليس اختلاقا مثلا.. ومطالبة الفرقة بالأجور ليس هزلا.. وكذلك منافسة "درانيت" وعلى مبارك "لمسرحه والسعى لاغلاقه ليس من الادعاءات الكاذبة.. كل ذلك يثبت أن صنوع لم يقتبس من موليير فكرته المسرحية.. ولكننا لا نستطيع أن ننكر أنه تأثر بروحها العامة.. ثم كتب مسرحية مصرية تصور روح الفرقة المصرية الجديدة.. مدبجة بالوقائع والأحداث الحقيقية التي حدثت له بالفعل.
ختام الفصول:
لقد نهج صنوع في إنهاء فصول مسرحياته بأغنية قصيرة تلخص أحيانا أحداث الفصل الذي مثل.لتوضيح الفكرة في أذهان الجمهور الذي كان يميل بطبعه للأغانى.. وكذلك لتقوم بعملية الربط بين أحداث الفصول.. على نحو ما نجد مثلا في مسرحية «الضرتين» التي تنتهى بأغنية يلقيها الزوج «أحمد» بعد أن عادت إليه «زوجته الأولى».
وهذه الأغنية كما تبدو تلخص أحداث المسرحية، بل وتعد نصيحة خاصة ودرسا اخلاقيا للجمهور.
الشخصية الشعبية:
لقد كانت الصفة الغالبة على جميع أعمال صنوع المسرحية سواء الممثلة أو التي نشرها في الصحف باسم «لمعيات» هي تمسك صنوع باختيار الشخصيات الشعبية من بين شخصيات المجتمع، وكانت لشخصية «الفلاح المصرى» أولى هذه الشخصيات التي اختارها لأنها كانت تمثل شخصية السواد الأعظم من الشعب الذي كان يعيش بعظمة على الزراعة في تلك الفترة. فكان صنوع يحسن اختيار الشخصيات الشعبية وانتقائها من طبقات الشعب الكادحة.. تلك الطبقة التي كان يهمه أمرها لأنها الطبقة التي تشاهد في مسرحه.. وتقرأ صحافته بعد أن أغلق مسرحه.. وهكذا استمر صنوع طيلة حياته يتخاطب بلسان هذه الطبقة الشعبية وينادى بمطالبها.. ويحافظ على حقوقها.. ويغلظ في تقديم النصح والإرشاد والموعظة لها في أحيان أخرى.. بل وأنار السبيل أمامها بنقده للهيئة الحكومية.. كما في مسرحية الضرتين مثلا.
من خلال أعمال يعقوب صنوع ونشاطه في المجال المسرحى، نرى أنه لم يدع مجالا، أو بابا إلا طرقه، فتناول المشاكل الاجتماعية والأخلاقية والسياسية حتى إذا ما أغلق الخديوي إسماعيل مسرحه الذي كان ينشر فيه تعاليمه ومبادئه، بدأ يواصل حملته العنيفة في الصحافة على شكل «لعبات» كما كان يسميها، بالإضافة إلى المحاورات التي كانت أيضا أسواط عذاب يجلد بها الحكام والاقطاعيين منددا بأعمالهم الشائنة على صفحات مجلاته التي عجز الخديوي من الجامها، والوقوف في سبيلها.. مما جعل المؤرخون والكتاب الممالئين للأسرة الحاكمة أن يتغاضوا في كتاباتهم. عن عمله في إهمال ذكر مآثر هذا الرجل، وتجاهل أنه كان رائد المسرح المصري الأول، وحافل لوائه، حتى أننا نجدهم من شدة اغفاله واغماط حقه يقدمون «مارون نقاش» عليه ويعتبرونه رائدا للمسرح المصري والعربي رغم تباين الاتجاهين. وظل الحال إلى أن قامت الثورة المباركة عام 1952 وأطاحت بالظلم المتجسد في الحكام من أسرة محمد علي، وبدأت البذور الوطنية تطفو وتتبلور وتتضح، وبدأت توزع الحقوق على مستحقيها حتى في مجال الأدب والفن، ووجد الكتاب والمؤرخون أن أقلامهم المغلولة قد فكت قيودها، فأكلوا من الفاكهة التي كانت محرمة عليهم.
ولقد تعددت الآراء حول عدد المسرحيات التي كتبها صنوع فذكر الدكتور«إبراهيم عبده» أن مجموع ما أنتجه صنوع من المسرحيات قد بلغ اثنتين وثلاثين مسرحية استنادا إلى قول المؤلف في هذا الشأن، ولقد أيد الدكتور نجم في كتابه (المسرحية في الأدب العربي الحديث) ولكن نجد أنفسنا أمام مشكلة لم يبت فيها برأى قاطع للآن رغم توفيق الأستاذ الدكتور أنور لوقا في العثور بباريس على مخطوط يضم ست مسرحيات للمؤلف.

## من مسرحياته
ألّف يعقوب مسرحيات كان يحملها بالنقد الاجتماعي والسياسي لمجتمع مصر في زمانه. من تلك المسرحيات:
- «موليير مصر وما يقاسيه»
- ثلاث مسرحيات قام بتمثيلها مع فرقته على المسرح الخاص بسراى الخديوى إسماعيل في «قصر النيل» فقاموا بتمثيل ثلاث روايات وهم «البنت العصرية» و«الضرتين» و«غندورة مصر».
- «بورصة مصر»
- «العليل»
- «أبو ريدة البربرى ومعشوقته كعب الخير»
- «الصداقة»
- «الأميرة الاسكندرانية»
- «مدرسة النساء»
- «البخيل»
- «مقالب سكابان»
- «الأولاد بيسوقوا الشيطنة، والبنات بتسوق عليه الدلاعة»
- حكم قراقوش
- الدخاخني
- سلطان الكنوز
- شيخ الحارة
- الوطن والحرية
- زمزم المسكينة
- شيخ البلد
- الجهادية
- القرداتي
- آنسة على الموضة

## تيجان الكفاح
لم يكن المسرح والصحافة أو القاء الخطب والمحاضرات هي كل ما يشغل بال صنوع بل انه كان شعلة من النشاط.. فألف وترجم الكثير من الكتب التاريخية والأدبية بلغات مختلفة كاللغة الفرنسية والإنجليزية والإيطالية، هذا بالإضافة إلى قيامه بترجمة جزء من القرآن إلى اللغة الإنجليزية، ولم تواته الظروف لتكملته لمرضه في سنة 1910، وكذلك كتابة مجموعة أشعار باللغة الإيطالية، إلى جانب كتابته رسالة لطيفة عن الدستور العثماني بالشعر والنثر المقفى. قام بإصدار اثنتى عشرة صحيفة واحتفل في عام 1905 باليوبيل الخمسينى لدخوله في سلك الصحافة والأدب فكان أول صحفى عربى نال الكرامة والتكريم قبل وفاته.

### االأوسمة التي حصل عليها
لقد نال يعقوب من رؤساء الحكومات والملوك الكثير من وسامات الشرف التي زين بها صدره، والتي تشير إلى علو مركزه وسمو منزلته الأدبية عندهم، وكان من الأوسمة التي نالها :
1-	ما هو في الدرجة الأولى مثل وسام (النجوم الثلاث) من السيد برغش سلطان زنجبار.
2-	أما وسامات الدرجة الثانية فقد نال منها وسام (سان ماينو) من رئيس جمهورية (سان ماينو) بإيطاليا.. هذا بالإضافة إلى وسامات الدرجة الثاثة والرابعة والخامسة من عدد كبير من الملوك والرؤساء.

## الألقاب التي حصل عليها
تم منحه كثير من الألقاب منها :
- «موليير مصر»: اللقب الذي أطلقه عليه الخديوي إسماعيل على أثر حضوره تمثيل بعض روايات من تأليفه.
- «صديق السلام» نال هذا اللقب في سنة 1891 عندما زار صنوع السلطان عبد الحميد الثاني في القسطنطينية.
- صديق فرنسا
- 'شاعر الملوك
- الوطني المخلص
- المنفي المصري

هذا بالإضافة إلى الألقاب الأخرى التي كانت تنهال عليه تقديراً لمجهوده وخدماته للملوك والرؤساء.

## وفاته
بقي يعقوب صنوع منفيا في أوروبا إلى أن توفي في 1912 في فرنسا.

## التشكيك في وجوده
بالرغم من كل التاريخ الذي يحمله صنوع فإن الاديب والقاص المصري محمود تيمور ينفي بوجود هكذا شخصية في التاريخ الأدبي المصري. فلا ندري على أي مصدر نعتمد عليه في بحوثنا
وهناك رأى آخر ينكر كون محمود تيمور هو من ينفى وجود صنوع في التاريخ الأدبي المصري، ويقول هذا الرأي أن من قام بذلك هو الأستاذ الدكتور سيد علي إسماعيل في كتابه الشهير (محاكمة مسرح يعقوب صنوع) الصادر عن الهيئة المصرية العامة للكتاب عام 2001. وقد جاء الباحث بأدلة دامغة تؤيد وجهة نظره، ولم يتصد لهذه الأدلة أحد حتى الآن، والوحيد الذي حاول التصدي هو الدكتور محمد يوسف نجم ولكنه لم ينجح في إعادة صنوع إلى مكانته السابقة، وهذه المناقشة أو هذا السجال الأدبي نشرته جريدة (أخبار الأدب) المصرية فور صدور الكتاب في أربع حلقات، قام الدكتور سيد علي إسماعيل بنشرها في ملحق كتابه (مسيرة المسرح في مصر) الصادر عن الهيئة المصرية العامة للكتاب عام 2003. كما أتحفنا الدكتور سيد بدراسة وتعليقات كثيرة حول هذا الأمر عندما قدم وعلق على كتاب الدكتور الإنجليزي فيليب سادجروف (المسرح المصري في القرن التاسع عشر) ترجمة الدكتور أمين العيوطي، الصادر عن وزارة الثقافة - المركز القومي للمسرح والموسيقى عام 2007.